# Windjet
Windjet was een Italiaanse luchtvaartmaatschappij met thuisbasis in Catania. Windjet werd opgericht in 2003.

## Bestemmingen
Windjet voerde op 9 mei 2011 lijnvluchten uit naar volgende steden:

### Binnenland
- Bergamo
- Catania
- Forlì, Milaan
- Palermo
- Parma
- Pisa
- Rome
- Rimini
- Venetië
- Verona

### Buitenland
- Amsterdam
- Barcelona
- Berlijn
- Boekarest
- Keulen
- Kopenhagen
- Kiev
- Lyon
- Moskou
- Nantes
- Parijs
- Praag
- Sint-Petersburg

### Financiële problemen
In augustus 2012 verkeerde Windjet in ernstige financiële problemen na mislukte overname gesprekken met Alitalia. Bij de maatschappij zou sprake zijn van een grote chaos. Hierdoor gaan veel vluchten op het laatste moment niet door of vertrekken met een forse vertraging.
Op zondag 12 augustus maakte Windjet bekend alle vluchten te hebben geschrapt. Luchtvaartautoriteit ENAC heeft dezelfde dag nog de licentie van de onderneming ingetrokken.

## Vloot
De vloot van Windjet bestond op 6 september 2011 uit volgende toestellen:
- 5 Airbus A319-100
- 7 Airbus A320-200